# Noah's Ark Water Park
Pour les articles homonymes, voir Noah's Arc.
Noah's Ark (officiellement Noah's Ark Family Park) est un parc aquatique situé à Wisconsin Dells, Wisconsin, aux États-Unis.

## Histoire
En 1979, la famille Waterman achète un terrain le long de l'U.S. Route 12 à Wisconsin Dells et y installe des bateaux tamponneurs et un parcours de karting. Le parc ouvre en tant que "Noah's Incredible Adventure". En 1994, la famille Gantz, de Dubuque dans l'Iowa, rachète le parc et ajoutent le "OctoExplorer", un sous-marin jaune avec périscope en mouvement, pistolets à eau et des toboggans à surface. En 2003, Noah's Ark a célébré ses 25 années d'exploitation. En 2012, le parc a été racheté par le groupe Palace Entertainment (groupe appartenant à Parques Reunidos).

## Attractions

### Toboggans
- Jungle Rapids (1980) Ouvert avec trois toboggans aquatiques auxquels furent rajoutés deux autres l'année suivante.
- Slidewinder (1985)
- The Bermuda Triangle (1988) Trois toboggans tube
- Bahama Falls (1989) Trois toboggans tube
- Congo Bongo (1991) Rivière rapide en bouées
- Kowabunga (1993) Rivière rapide en bouées
- Black Thunder (1995) Toboggan dans le noir
- Dark Voyage (1997) Rivière rapide en bouées dans le noir
- Point Of No Return (2001) Toboggan de vitesse
- Sting Ray (2002) Pistes en demi-tube à parcourir en bouées
- Black Anaconda (2005) Le second plus long parcours aquatique des États-Unis avec 400 mètres (le plus long étant Wildebeest à Holiday World, Santa Claus qui fait 531 mètres de long[5]).
- Time Warp (2006)
- Scorpion's Tail (2010) Premier toboggan américain à posséder un looping.
- Quadzilla (2012)

### Piscines à vagues
- The Wave (1987)
- Big Kahuna (1989)

### Lazy rivers
- Endless River (1985)
- Adventure River (1989) Lazy river

### Autres attractions
- Bumper Boats (1979) Première attraction du parc
- Miniature Golf (1980) Mini-golf 18 trous
- Paradise Lagoon (1984) Piscine
- OctoExplorer (1994) Aire de jeux aquatique pour enfants
- Flash Flood (1999) Shoot the Chute d'Hopkins Rides.
- Noah's 4-D Dive-In Theater (2007) Cinéma 4-D présentant le film Pirates 4-D[6]
- Tadpole Bay Kiddie Kingdom (2008) Aire de jeux pour enfants sur le thème de l'arche de Noé[7].
- Curse of the Crypt (2009)[8]